# Адіна Портер
Адіна Портер (англ. Adina Elizabeth Porter; нар. 13 березня 1971, Нью-Йорк, США) — американська акторка театру, кіно та телебачення. Портер найбільш відома завдяки своїй роботі на телебаченні, де вона зіграла понад сорок другорядних та епізодичних ролей.

## Біографія
Розпочала свою кар'єру в театрі й в 1996 виграла премію Obie за роль у постановці «Венера». З того часу вона перемістилася на телебачення, де з'являлася в таких шоу як «Закон і порядок: Спеціальний корпус», «Справедлива Емі», «Сильні ліки», «Поліція Нью-Йорка», «Швидка допомога», «Доктор Хаус», «Закон і порядок: Спеціальний корпус», «Анатомія пристрасті» та «Американська історія жахів». 
Портер найбільш відома завдяки своїй ролі Летті Мей Торнтон у серіалі HBO «Справжня кров». Хоча вона періодично з'являлася в кожному з сезонів, починаючи з 2008 року, Портер була підвищена до регулярного складу лише у фінальному, сьомому сезоні. 
На додаток до цього були другорядні ролі в серіалах «Американські мрії» (2002-2003), «Новини» (2012-2014), «Сотня» (2014-2017) та «Американська історія жахів» (2011, 2016-2021).

## Фільмографія

### Фільми
| Рік  |   | Українська назва        | Оригінальна назва         | Роль                        |
| ---- | - | ----------------------- | ------------------------- | --------------------------- |
| 1992 | ф | Обморок                 | Swoon                     | стенографістка              |
| 1997 | ф | Миротворець             | The Peacemaker            | поліціянтка Нью-Йорка       |
| 1998 | ф | Джіа                    | Gia                       | дівчина на груповій терапії |
| 1999 | ф | Оголені тіла            | Body Shots                | детектив Томпсон            |
| 2001 | ф |                         | The Fluffer               | Сільвер                     |
| 2002 | ф | Повітряні замки         | Pipe Dream                | Лорен Ґантер                |
| 2005 | ф | Салон                   | The Salon                 | дружина Персі               |
| 2010 | ф | Соціальна мережа        | The Social Network        | асистентка Ґретхен          |
| 2011 | ф | Про Санні               | About Sunny               | Шеріл                       |
| 2017 | ф | Останнє слово           | The Last Word             | Брі Вілсон                  |
| 2019 | ф | Міс Вірджинія           | Miss Virginia             | Аннетт Джонсон              |
| 2023 | ф | Сидячи в барах з тортом | Sitting in Bars with Cake | Таша                        |

### Телебачення
| Рік       |    | Українська назва                              | Оригінальна назва                     | Роль                                |
| --------- | -- | --------------------------------------------- | ------------------------------------- | ----------------------------------- |
| 1990—1995 | с  | Закон і порядок                               | Law & Order                           | сусідка / Шеріл Декер / Мері Байман |
| 1994      | с  | Поліцейські під прикриттям                    | New York Undercover                   | Жасмин Гопкінс                      |
| 1997      | с  | Поліцейські під прикриттям                    | Brooklyn South                        | Анджела Візерс                      |
| 1998      | с  | Втікач з пекла                                | Brimstone                             | Рейчел                              |
| 1999      | с  | Шукачі                                        | Snoops                                | Анджела Джексон                     |
| 2000      | с  | Округ                                         | The District                          | асистент Елли                       |
| 2000      | с  | Справедлива Емі                               | Judging Amy                           | не вказано                          |
| 2000      | с  | Час не чекає                                  | Any Day Now                           | Діана                               |
| 2000      | с  | Міські ангели                                 | City of Angels                        | Газіна                              |
| 2001—2003 | с  | Поліція Нью-Йорка                             | NYPD Blue                             | Тіша / Іфеома Окафор                |
| 2002      | с  | Сильні ліки                                   | Strong Medicine                       | Малія                               |
| 2002      | с  | Захисник                                      | The Guardian                          | помічник окружного прокурора        |
| 2002      | с  | Розслідування Джордан                         | Crossing Jordan                       | Вікі Моран                          |
| 2002—2003 | с  | Американські мрії                             | American Dreams                       | Ґвен Вокер                          |
| 2005      | с  | Швидка допомога                               | ER                                    | Місіс Гопкінс                       |
| 2005      | с  | Джек і Боббі                                  | Jack & Bobby                          | не вказано                          |
| 2005      | с  | Місце злочину: Нью-Йорк                       | CSI: NY                               | Шеннон Ґудолл                       |
| 2005      | с  | Втеча з в'язниці                              | Prison Break                          | Летиція Берріс                      |
| 2005      | тф | Лакаванна Блюз                                | Lackawanna Blues                      | Рікі                                |
| 2006      | с  | Без сліду                                     | Without a Trace                       | Гаррієт Льюїс                       |
| 2007      | с  | Доктор Хаус                                   | House M.D.                            | Клаудія                             |
| 2007      | с  | Закон і порядок: Спеціальний корпус           | Law & Order: Special Victims Unit     | Джанель Одамі                       |
| 2007—2010 | с  | Врятувати Грейс                               | Saving Grace                          | Тамара Кулі                         |
| 2008—2014 | с  | Справжня кров                                 | True Blood                            | Летті Мей Торнтон                   |
| 2009      | с  | Мертва справа                                 | Cold Case                             | Летіція Маєрс                       |
| 2009      | с  | CSI: Місце злочину                            | CSI: Crime Scene Investigation        | Деніз Девайн                        |
| 2009      | тф |                                               | Operating Instructions                | Селія                               |
| 2010      | с  | Готорн                                        | Hawthorne                             | Ненсі Бретон                        |
| 2010      | с  | Уся правда                                    | Cold CaseThe Whole Truth              | Детектив Суїні                      |
| 2011      | с  | Мислити як злочинець: Поведінка підозрюваного | Criminal Minds: Suspect Behavior      | Жанетт Роулінс                      |
| 2011      | с  | Приватна практика                             | Private Practice                      | Стейсі                              |
| 2011      | с  | Американська історія жаху: Будинок-убивця     | American Horror Story: Murder House   | Саллі Фрімен                        |
| 2011      | с  |                                               | Prime Suspect                         | детектив Кендра Кеннон              |
| 2011—2012 | с  | Двійник                                       | Ringer                                | директор Карузо                     |
| 2012      | с  | Шукач                                         | The Finder                            | місіс Естель                        |
| 2012      | с  | Анатомія Грей                                 | Grey's Anatomy                        | доктор Ремзі                        |
| 2012      | с  | Хор                                           | Glee                                  | вчителька історії                   |
| 2012      | с  | Щоденники вампіра                             | The Vampire Diaries                   | Нанді ЛаМарш                        |
| 2012—2014 | с  | Новини                                        | The Newsroom                          | Кендра Джеймс                       |
| 2014—2020 | с  | Сотня                                         | The 100                               | Індра                               |
| 2015      | с  | Реанімація                                    | Code Black                            | Сьюзі                               |
| 2015      | с  | Залишені                                      | The Leftovers                         | Керівник G.R.                       |
| 2016—2017 | с  | Підземелля                                    | Underground                           | Пірлі Мей                           |
| 2016      | с  | Пастка                                        | The Catch                             | агентка ФБР Емілі Кларк             |
| 2016      | с  | Американська історія жаху: Роенок             | American Horror Story: Roanoke        | Лі Херріс                           |
| 2017      | с  | Рей Донован                                   | Ray Donovan                           | Вікі                                |
| 2017      | с  | Американська історія жаху: Культ              | American Horror Story: Cult           | Беверлі Гоуп                        |
| 2018      | с  | Американська історія жаху: Апокаліпсис        | American Horror Story: Apocalypse     | Дайна Стівенс                       |
| 2019      | с  | Ранкове шоу                                   | The Morning Show                      | Сара Грейвлер                       |
| 2020      | с  | Зовнішні мілини                               | Outer Banks                           | шериф Петеркін                      |
| 2021      | с  | Американська історія жаху: Подвійний сеанс    | American Horror Story: Double Feature | Бурлесон                            |
| 2022      | с  | Газетярки                                     | Paper Girls                           | настоятелька                        |
| 2023      | с  | Підкидьок                                     | The Changeling                        | Ліліан                              |
| 2023      | с  | Сила                                          | The Power                             | Голос                               |
| 2024      | с  | Чудова пара                                   | The Perfect Couple                    | Енід Коллінз                        |

## Нагороди та номінації
| Рік  | Премія                   | Категорія                                                                        | Номінація                         | Результат |
| ---- | ------------------------ | -------------------------------------------------------------------------------- | --------------------------------- | --------- |
| 2006 | Black Reel Awards        | Найкраща жіноча роль другого плану: Телевізійний фільм/кабельне телебачення      | Лакаванна Блюз                    | Номінація |
| 2017 | Сатурн                   | Найкраща жіноча роль другого плану на телебаченні                                | Американська історія жаху: Роенок | Номінація |
| 2018 | Сатурн                   | Найкраща жіноча роль другого плану на телебаченні                                | Американська історія жаху: Культ  | Номінація |
| 2018 | Прайм-тайм премія «Еммі» | Найкраща жіноча роль другого плану в міні- або багатосерійному фільмі чи серіалі | Американська історія жаху: Культ  | Номінація |